# جيمس مارش
جيمس مارش (بالإنجليزية: James Marsh) (و. 1963  م) هو مخرج أفلام، وكاتب سيناريو بريطاني، ولد في ترورو.

## التعليم
تعلم في كلية القديسة كاترين.

## جوائز
حصل على جوائز منها:
- جائزة نقابة المخرجين الأمريكيين.

## وصلات خارجية
- جيمس مارش على موقع IMDb (الإنجليزية)
- جيمس مارش على موقع قاعدة بيانات الأفلام العربية
- جيمس مارش على موقع ألو سيني (الفرنسية)
- جيمس مارش على موقع أول موفي (الإنجليزية)
- جيمس مارش على موقع قاعدة بيانات الأفلام السويدية (السويدية)
- جيمس مارش على موقع قاعدة بيانات الفيلم (الإنجليزية)
- جيمس مارش على موقع كينوبويسك (الروسية)